# Сан-Бартоломеу (Вила-Висоза)
Сан-Бартоломеу (порт.  São Bartolomeu) - фрегезия (район) в муниципалитете Вила-Висоза округа Эвора в Португалии. Территория – 0,21 км². Население – 	1 078 жителей. Плотность населения – 5 258,5 чел/км².